# Oricon
Oricon su sve tjedne ljestvice u Japanu. Ljestvica ujedinjuje prodaju CD-ova, gramofonskih ploča i digitalnih preuzimanja. Singlove i albume certificira RIAJ (Recording Industry Association of Japan).

## Ljestvice

### Trenutne ljestvice
- Oricon Singles Chart
- Oricon Albums Chart
- Karaoke Chart
- Tracks Chart
- DVD Chart
- Long Hit Album Catalogue Chart

## Najprodavaniji singlovi
| Pozicija | Godina | Skladba                             | Izvođač                                                         | Prodaja u milijunima |
| -------- | ------ | ----------------------------------- | --------------------------------------------------------------- | -------------------- |
| 1        | 1975.  | Oyoge! Taiyaki-kun                  | Masato Shimon                                                   | 4,5                  |
| 2        | 1972.  | Onna no Michi                       | Shiro Miya i Pinkara Trio                                       | 3,2                  |
| 3        | 2000.  | Tsunami                             | Southern All Stars                                              | 2,9                  |
| 4        | 1999.  | Dango 3 Kyodai                      | Kentarō Hayami, Ayumi Shigemori, Himawari Kids, Dango Gasshōdan | 2,9                  |
| 5        | 1992.  | Kimi ga Iru Dake de                 | Kome Kome Club                                                  | 2,8                  |
| 6        | 1991.  | Say Yes                             | Chage & Aska                                                    | 2,8                  |
| 7        | 1994.  | Tomorrow Never Knows                | Mr. Children                                                    | 2,7                  |
| 8        | 1991.  | Oh! Yeah!/Love Story wa Totsuzen ni | Kazumasa Oda                                                    | 2,6                  |
| 9        | 2003.  | Sekai ni Hitotsu dake no Hana       | SMAP                                                            | 2,5                  |
| 10       | 1995.  | Love Love Love/Arashi ga Kuru       | Dreams Come True                                                | 2,4                  |

## Vidjeti
Japan Hot 100

## Vanjske poveznice
- ORICON
- ORICON STYLE